# تپه شاه پریان
تپه شاه پریان مربوط به دوره اشکانیان - دوره ساسانیان است و در شهرستان گیلانغرب، بخش مرکزی، دهستان گورسفید، ۴۵۰ متری شمال غرب روستای دارتوت صیادی واقع شده و این اثر در تاریخ ۲۶ اسفند ۱۳۸۷ با شمارهٔ ثبت ۲۵۵۴۷ به‌عنوان یکی از آثار ملی ایران به ثبت رسیده است.